# Ligdia japonaria
Ligdia japonaria là một loài bướm đêm trong họ Geometridae.